# Hamashita Akira
Akira Hamashita (sinh ngày 5 tháng 7 năm 1995) là một cầu thủ bóng đá người Nhật Bản.

## Sự nghiệp câu lạc bộ
Akira Hamashita đã từng chơi cho Mito HollyHock.